# Neupotz
Neupotz est une municipalité de la Verbandsgemeinde Jockgrim, dans l'arrondissement de Germersheim, en Rhénanie-Palatinat, dans l'ouest de l'Allemagne.

## Histoire
Le « trésor » de Neupotz est un important témoin archéologique des raids de pillage germaniques en Gaule romaine au cours du IIIe siècle. Lors de dragage de bras morts du Rhin effectués entre 1967 et 1983, ont été récupérés plus de mille objets antiques, dont de la vaisselle, des bijoux, des outils et 39 monnaies romaines, perdus par les pillards, peut-être des Alamans, lors de la traversée du Rhin avec leur butin.

## Liens externes

Localisation de Neupotz dans la Verbandsgemeide et dans l'arrondissement